# III. Benedek (esztergomi érsek)
Benedek (Zala vármegye ? – ? 1276. december) magyarországi katolikus főpap, főesperes, prépost, III. Benedek néven a 23. (vagy 29.) esztergomi érsek.

## Élete
Születéséről, ifjúkoráról nincs információnk. A Pécsi egyházmegyénél volt szolgálatban, majd 1257-től V. István magyar király kancelláriájának jegyzője lett. 1259-ben valkói, 1261-ben szepesi, egy évvel később aradi főesperes, majd 1273-tól az óbudai káptalan vezetője, prépost. 1274. március 9-én Kán nembeli Miklós, az érseki cím birtoklójával szemben a káptalan esztergomi érsekké választja, de tisztségében X. Gergely pápa nem erősítette meg. (Más forrás szerint Miklós csak 1277–78-ban volt esztergomi érsek.) Hivatalát 1276 decemberében bekövetkezett haláláig töltötte be.
Javaslatára IV. László magyar király alapítványt tett a veszprémi káptalani főiskola javára (a mai veszprémi Pannon Egyetem egyik jogelődjének tekinti a főiskolát).
Érsekségét a feljegyzések szerint csak az esztergomi káptalanok támogatták, sem Monoszló Lodomér akkori nagyváradi püspök (később maga is esztergomi érsek), sem a kalocsai érsek támogatását nem sikerült megszereznie, ezért címével ritkán tudott élni. A támogatás hiánya az állítólagos nem magyar származása volt. Egyik utolsó intézkedése volt, hogy a tihanyi apátságot a veszprémi püspök joghatósága alá helyezte.
| Elődje: Szentgróti Fülöp | Esztergomi érsek 1274-1276 | Utódja: Kőszegi Péter |